# Esbjörn Svensson Trio Plays Monk
Esbjörn Svensson Trio Plays Monk från 1996 är ett musikalbum av Esbjörn Svensson Trio. Skivan är en hyllning till jazzpianisten Thelonious Monk.

## Låtlista
Alla låtar är skrivna av Thelonious Monk om inget annat anges.
1. I Mean You – 6:43
2. Criss Cross – 5:48
3. 'Round Midnight (Bernie Hanighen/Cootie Williams/Monk) – 6:11
4. Bemsha Swing (Denzil Best/Monk) – 7:19
5. Rhythm-a-Ning – 4:01
6. In Walked Bud – 6:37
7. Little Rootie Tootie – 4:06
8. Eronel – 4:56
9. Evidence – 5:03
10. Crepuscle with Nellie – 6:40

## Medverkande
- E.S.T.:
  - Esbjörn Svensson — piano, percussion (4), stråkarrangemang (3)
  - Dan Berglund — kontrabas, stråkarrangemang (1)
  - Magnus Öström — trummor
- Stråkar: (1, 3)
  - Ulf Forsberg
  - Ulrika Jansson
  - Elisabeth Arnberg
  - Ulrika Edström

## Listplaceringar
| Lista (1996) | Topplacering |
| ------------ | ------------ |
| Sverige      | 41           |